# Cicurina ezelli
Cicurina ezelli là một loài nhện trong họ Dictynidae.
Loài này thuộc chi Cicurina. Cicurina ezelli được Willis J. Gertsch miêu tả năm 1992.